# St. Marienkirchen am Hausruck
St. Marienkirchen am Hausruck là một đô thị thuộc huyện Ried thuộc bang Oberösterreich, Áo. Đô thị St. Marienkirchen am Hausruck có diện tích 11 km², dân số thời điểm năm 2006 là 771 người.